# 原子力発電所

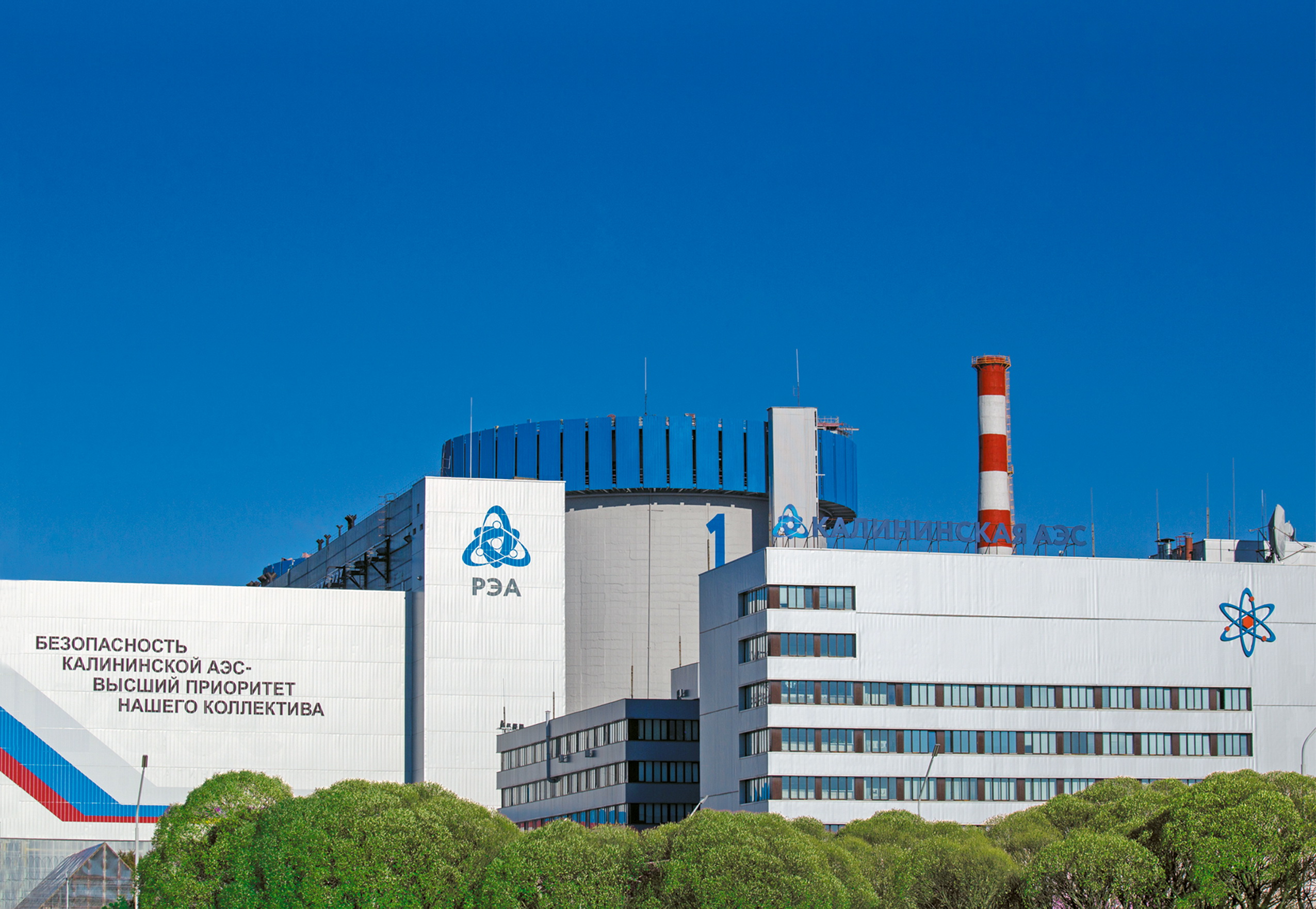
カリーニン原子力発電所

原子力発電所（げんしりょくはつでんしょ、英: nuclear power plant）とは、原子力発電の方式による発電所。
原子炉の中でウランやプルトニウムが核分裂を持続的に、連鎖反応的に進行させ、その核分裂反応によって発生するエネルギーを熱エネルギーの形で取り出し、それによって蒸気タービン（羽根車）を回転させて発電を行う発電所である。
略称としては、日本語では原発（げんぱつ）と略される。原発立地の道路の案内標識では「○○原電」と表記されることもある。核燃料を使用して電気を起こすことから、核発電所（かくはつでんしょ）ともいう。
- 日本の原子力発電所については、「日本の原子力発電所」を参照。

## 歴史

### 初期
1942年、米国シカゴ大学のエンリコ・フェルミが、実験炉で原子力発電の原理となる核分裂の連鎖反応を行うことに成功した。原子力発電は1951年に発電を行った実験炉、EBR-Iから始まる。EBR-Iの当初の発電容量は1kWであった。世界最初の原子力発電所は、1954年6月に運転を開始したソビエト連邦のオブニンスク原子力発電所である。ソ連、アメリカ以外に、イギリス、カナダ、フランス、ノルウェーなどで原子炉がつくられた。
法整備（例えばアメリカのマクマホン法（正しくは「1946年原子力法」 1946年7月）やプライス・アンダーソン法など）や、国同士の協定の締結（西側諸国に対抗してソ連を中心とした締結など）も進んだ。1954年7月に国際連合において原子力に関わる国際会議、第1回ジュネーブ会議が開催された。
西側において初めての商用原子力発電所となるのは、イギリスのコールダーホール原子力発電所1号炉である。運転開始は1956年10月17日であり、出力6万キロワット、炉の形式は黒鉛減速炭酸ガス炉（GCR）であった。後にこの形式の炉はコールダーホール型、あるいはマグノックス炉と呼ばれた。なお、コールダーホール原発は2007年9月、老朽化のため爆破解体された。
アメリカでは、シッピングポート発電所が初となる。運転開始は1957年12月18日、出力は10万キロワット、炉の形式は加圧水型原子炉(PWR)であった。なお、シッピングポート発電所は1982年10月1日に閉鎖された。アメリカでの原子炉発注ブームは、1966年から1974年までの9年間であった。
フランスでは、1964年2月に運転を開始したシノンA1号炉が最初である。出力8万4千キロワット、炉の形式はGCRであった。

### スリーマイル以後の原子力撤廃運動
アメリカでは、1966年から1974年までの原発発注ブームの後に起こった1979年3月のスリーマイル島原子力発電所事故以来、原発の新設計画が停止されていた。2001年からのジョージ・W・ブッシュ政権が推進政策に転換（原子力ルネサンス）し、法人税控除などの優遇措置が講じられ、アメリカでついに新規原発の建設が再開されることとなった。当政権期に原発新設が30基分も計画されたが、2011年6月までに1基も建設工事が始まっておらず、2010年時点で撤退が目立ち始めるようになった。原発新設の動きは地球温暖化対策を重点に置くバラク・オバマ政権にも引き継がれた。その結果、事故以来初めての原発としてメリーランド州カルバートクリフス原発第3号機が計画中であったが、2010年10月にコスト上のリスクが高いとして中止され、建設中止が30年以上（1970年代半ばから2011年の間）続くことになった。

### 復活
こうして、原子力発電所は発電に際していくつかの問題を抱えているため（後述の原子力発電#問題点を参照）、原子力撤廃の流れがあったが、原油の価格高騰と地球温暖化防止を背景として、原子力発電所の建設を推進する動きが再び出てくることとなった。しかし、2000年代後半に鋼材などの材料費が高騰し（例えば、アメリカで150万kwの原子炉を建造する場合、2005年頃には約30億ドルで可能だったのが、2008年には約70億ドルとなった）、原子力発電所は政府の支援抜きには語れない存在となっていった。
2002年時点では、原発の数は世界で400基に達し、発電量のトップ5はアメリカ、フランス、日本、ドイツ、ロシアである。発電量に占める割合は、フランス77パーセント、ベルギー57パーセント、ウクライナ44パーセント、韓国36パーセント、日本33パーセントである。
2011年に発生した福島第一原子力発電所事故の影響により、ヨーロッパ諸国では脱原発・再生可能エネルギーへのシフトの機運が高まっているが、アメリカ、日本、フランス、中国、ロシア、韓国、カナダなどの原発メーカーによって、脱原発の道を選んだ一部ヨーロッパ諸国（ドイツ、イタリア、スイス、スペインなど）以外での原発新設の受注を狙っての競争が激化している。

### 海上原発
深刻な放射能汚染を引き起こす可能性がある原子力事故を防ぐため、原発は通常、地盤が強固であるなど災害リスクが少ない土地に建設される。一方で、原子炉を動力源とする原子力船（原子力潜水艦を含む）が1950年代から実用化されており、さらにロシアと中国は浮体式で海上を移動可能な水上原子力発電所を開発している。ロシアのロスアトムは、ムルマンスク港内で世界初の海上原発「アカデミック・ロモノソフ」を稼働させたと2018年12月に発表し、今後、シベリア東部の北極圏にあるペヴェクに移動させることを計画している。また中国は南シナ海で領有権を主張する島々への電力供給への利用を想定していると推測されている。

### 発展途上国における原発建設ラッシュ
原子力発電所建設のための資金調達は、発注側が自己資本で建設するだけでなく、受注した建設者側が必要な資金を提供し、将来発電所から生じる電気料金などの収入で投資額を回収する、プロジェクト・ファイナンス（PF）方式による建設の傾向が生まれている。一度に工事費用を支払うのが難しい国において、インフラ投資を促進する存在としての役割を担う。
地球温暖化対策として、2009年に鳩山由紀夫首相で鳩山イニシアチブが策定され、原発の積極利用も検討された。鳩山はベトナム首相のグエン・タン・ズンから、ベトナムでの原子力発電所建設の依頼の手紙を受け取った。鳩山は、「ベトナムは日本の原発技術を使うことを検討するだろう」と述べた。2010年10月受注が決まったベトナムの原子力発電所2基建設については、財務省所管の国際協力銀行がファイナンス役として参画している。またこれに続いて交渉継続している（2010年末現在）トルコの原子力発電所建設にも、このプロジェクト・ファイナンスが導入される予定。
またロシアによる原発輸出は、原発の建設を請け負うだけでなく、核燃料供給から人材育成、放射性廃棄物回収までを担うことが強みとなっている。

## 主なメーカー
- フラマトム（旧Areva NP）（三菱重工業と業務提携）
- 三菱重工業
- GE日立ニュークリア・エナジー（日立製作所とゼネラル・エレクトリック が原子力事業で経営統合）
- ウェスチングハウス・エレクトリック・カンパニー（WH）（2017年3月に経営破綻し、現在は経営再建中）
- バブコック・アンド・ウィルコックス（原子力プラント製造そのものは撤退しエンジニアリングに特化）
- ロスアトム
- 東芝
- 中国核工業集団公司
- 中国広核集団
- 斗山重工業

かつてのメーカー
- コンバッション・エンジニアリング - ウェスチングハウスにより買収された
- アセア・ブラウン・ボベリ - 原発部門はウェスチングハウスにより買収された
- シーメンス - フラマトムと原発部門を統合しアレヴァ（2018年、再びフラマトムに改称）となった
- 旧フラマトム - シーメンスと原発部門を統合しアレヴァ（2018年、再びフラマトムに改称）となった

初期の原発ブームとその後の停滞期を経て世界的なメーカーの寡占化が進み、21世紀初頭には大手原発メーカーはアレヴァ–三菱、東芝 (WH)、GE-日立の西側諸国3グループや、ロスアトム、台頭する中国メーカーに集約されつつあったが、2017年にはウエスチングハウスやアレヴァが経営破綻するなど、現在も状況は大きく変化している。

カットノン原子力発電所
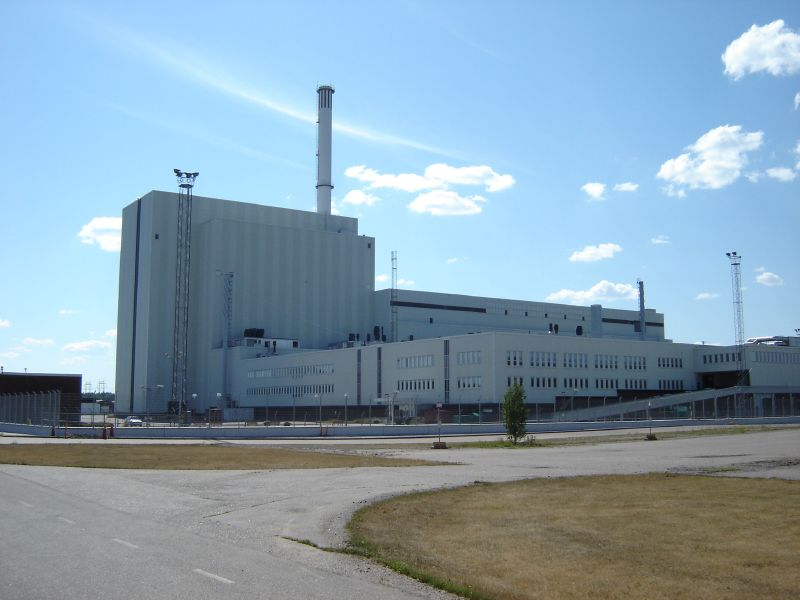
フォルスマルク原子力発電所3号機

## 議論
原子力発電所の設立、存続に関する議論には、多数の立場や観点によるものが存在している。賛成派の主張として、新たな雇用の創出、発電コストの低下とそれに伴う電気使用料の値下げ、火力発電によるCO2排出と比較してカーボンニュートラルであること等が挙げられている。反対派の主張としては、原子力事故や廃炉・放射性廃棄物の処理、軍事転用や核テロリズムに起因する放射能汚染への警戒や、これらのリスクや事故に対応するための経済的負担などが挙げられている。

## 原発と軍事
核分裂反応は商用原発より先に、核兵器（原子爆弾）として軍事利用された（「マンハッタン計画」「広島市への原子爆弾投下」を参照）。また放射能汚染をもたらす核物質は、「汚い爆弾」など核テロリズムへも使用されうる。
このため、核拡散防止条約に加盟する核兵器非保有国は、原発やそこで使われる核燃料の再処理工場などの原子力施設では、秘密裏の核兵器開発やそのための核物質盗難を防ぐため、その国の政府機関や国際原子力機関(IAEA)による査察など厳しい監視や保安対策が行われる
1977年に採択されたジュネーヴ諸条約追加議定書（第56条）において、原子力発電所は「危険な力を内蔵する工作物及び施設」の一つとして位置づけられ、武力による攻撃が禁止されることとなったが、他国の核兵器開発阻止や発電所の破壊、占拠などを狙った原発への攻撃も、下記のように実際に起こっている。
- 1981年6月7日 - イスラエルは、イラクが建設していた原子力発電所を空軍機により爆撃、破壊した（イラク原子炉爆撃事件、バビロン作戦）。
- 2017年12月3日 - イエメンの反政府武装組織フーシは、アラブ首長国連邦（UAE）が建設している原子力発電所に向けて弾道ミサイルを発射したと発表。UAE側は、これを否定した[20]。
- 2022年2月24日 - ロシア連邦軍はウクライナに対する侵略戦争をする過程でチェルノブイリ原子力発電所を占拠した[21]（チェルノブイリの戦いを参照）。また、その後、同年3月4日には同国内のザポリージャ原子力発電所にも攻撃を加えて占拠した（ザポリージャの戦いを参照）。

2023年、首相岸田文雄は、原発関連施設への軍事攻撃が生じた際の我が国の防護体制に関する質問主意書に対して、次のように答えた。すなわち、原発関連施設への攻撃影響に関する外務省の報告書は、1981年のイラク原子炉攻撃を契機に作成され、福島事故と類似のシナリオを分析している。政府は原子力災害防止のための体制確立が急務であるとし、国民保護のための検討を続けている。原子力発電所へのテロ対策は強化され、防護措置や内部脅威対策が実施されている。原子力事業者は「立入制限区域」を設け、重要設備には障壁が設置され、ツーマンルールが徹底されている。政府は関係機関と連携し、核テロリズムへの対応策を講じているが、具体策は公表を控える。原発関連施設では、2001年のテロ以降、特別警備部隊が24時間体制で警備を行っている。テロ発生時には自衛隊や特殊部隊が動員され、消防や警察も対応するが、福島第一原発事故以降の具体的な対策や放射性物質の被曝管理は詳細を明らかにできないとしている。原発関連施設への攻撃時には、防衛省や警察庁、消防庁などが連携し、事態対策本部を設置する。政府は平時からさまざまな事態を想定し、シミュレーションや訓練を行っており、関係機関間での議論も継続している。